# Claria Corporation
Claria Corporation (tidigare Gator Corporation) var ett programvaruföretag  baserat i Redwood City, Kalifornien, som främst sysslar med annonsering på Internet.  Claria bildades 1998 av Denis Coleman.  Företagets namn ändrades till Claria Corporation från Gator Corporation den 30 oktober 2003. I oktober 2008 avbröt företaget sin verksamhet.

## Produkter

### Gator
Claria är kanske mest kända för spionprogrammet Gator E-Wallet, som visar poppuppreklam på de datorer som har installerat programmet. Gator installeras oftast tillsammans med gratisprogram såsom Gozilla och Kazaa.
Företaget består av tre avdelningar, varav Claria Publishing (tidigare Gator Advertising and Information Network) är den avdelning som tillhandahåller och marknadsför programvaran som visar reklam. De två andra är Claria Network och Feedback Research.

### ErrorGuard
ErrorGuard är i själva verket ett bluff-antivirusprogram som påstås rensa datorn från virus, trojaner, spyware, adware osv., ursprungligen skapat av GAIN (Claria). Istället tar det inte bort någonting utan lägger in trojaner och rootkits i datorn. ErrorGuard finns fortfarande kvar.

### Övriga applikationer
Då Claria hette Gator Corporation lanserade de ett paket som inkluderade en rad gratis internetapplikationer som utförde olika arbetsuppgifter. Det paketet innehöll följande program:
- eWallet
- GotSmiley
- Dashbar
- Date Manager
- Precision Time
- Screenscenes
- Weatherscope
- WebSecureAlert